# 印加港
印加港（西班牙語：Puerto Inca），是秘魯的城鎮，位於該國中部瓦努科大區，是印加港省的首府，海拔高度330米，2005年人口2,688米，居民主要使用奇楚瓦語和西班牙語。